# Pogny
Pogny és un municipi francès, situat al departament del Marne i a la regió del Gran Est. L'any 2007 tenia 823 habitants.

## Demografia

### Població
El 2007 la població de fet de Pogny era de 823 persones. Hi havia 320 famílies, de les quals 60 eren unipersonals (36 homes vivint sols i 24 dones vivint soles), 120 parelles sense fills, 132 parelles amb fills i 8 famílies monoparentals amb fills.
La població ha evolucionat segons el següent gràfic:
Habitants censats

### Habitatges
El 2007 hi havia 328 habitatges, 317 eren l'habitatge principal de la família, 1 era una segona residència i 10 estaven desocupats. 325 eren cases i 3 eren apartaments. Dels 317 habitatges principals, 286 estaven ocupats pels seus propietaris, 28 estaven llogats i ocupats pels llogaters i 3 estaven cedits a títol gratuït; 1 tenia una cambra, 6 en tenien dues, 30 en tenien tres, 83 en tenien quatre i 197 en tenien cinc o més. 133 habitatges disposaven pel capbaix d'una plaça de pàrquing. A 103 habitatges hi havia un automòbil i a 187 n'hi havia dos o més.

### Piràmide de població
La piràmide de població per edats i sexe el 2009 era:
| Homes | Edats   | Dones |
| ----- | ------- | ----- |
| 0     | 95 o +  | 0     |
| 0     | 90 a 94 | 0     |
| 4     | 85 a 89 | 8     |
| 12    | 80 a 84 | 8     |
| 16    | 75 a 79 | 12    |
| 8     | 70 a 74 | 20    |
| 16    | 65 a 69 | 4     |
| 28    | 60 a 64 | 28    |
| 8     | 55 a 59 | 12    |
| 32    | 50 a 54 | 36    |
| 28    | 45 a 49 | 36    |
| 12    | 40 a 44 | 8     |
| 28    | 35 a 39 | 16    |
| 24    | 30 a 34 | 28    |
| 28    | 25 a 29 | 12    |
| 24    | 20 a 24 | 12    |
| 20    | 15 a 19 | 16    |
| 16    | 10 a 14 | 4     |
| 20    | 5 a 9   | 12    |
| 20    | 0 a 4   | 16    |

## Economia
El 2007 la població en edat de treballar era de 507 persones, 397 eren actives i 110 eren inactives. De les 397 persones actives 377 estaven ocupades (198 homes i 179 dones) i 20 estaven aturades (11 homes i 9 dones). De les 110 persones inactives 51 estaven jubilades, 33 estaven estudiant i 26 estaven classificades com a «altres inactius».

### Ingressos
El 2009 a Pogny hi havia 326 unitats fiscals que integraven 883,5 persones, la mediana anual d'ingressos fiscals per persona era de 20.059 €.

### Activitats econòmiques
Dels 30 establiments que hi havia el 2007, 2 eren d'empreses extractives, 1 d'una empresa alimentària, 1 d'una empresa de fabricació d'altres productes industrials, 1 d'una empresa de construcció, 9 d'empreses de comerç i reparació d'automòbils, 1 d'una empresa de transport, 2 d'empreses d'hostatgeria i restauració, 1 d'una empresa immobiliària, 4 d'empreses de serveis, 5 d'entitats de l'administració pública i 3 d'empreses classificades com a «altres activitats de serveis».
Dels 4 establiments de servei als particulars que hi havia el 2009, 1 era un paleta, 2 perruqueries i 1 restaurant.
Dels 4 establiments comercials que hi havia el 2009, 1 era un hipermercat, 1 una botiga de menys de 120 m², 1 una botiga d'electrodomèstics i 1 una joieria.
L'any 2000 a Pogny hi havia 15 explotacions agrícoles que ocupaven un total de 1.342 hectàrees.

## Equipaments sanitaris i escolars
L'únic equipament sanitari que hi havia el 2009 era una farmàcia.

## Poblacions més properes
El següent diagrama mostra les poblacions més properes.